# 冯扬
冯扬（1983年2月13日—），中国足球运动员，司职后卫。

## 简介
冯扬2003年6月进入天津泰达一线队，司职左后卫和中后卫。刚出道时曾经与曹阳、何杨并称“大小三羊”，并很快在一线队站稳脚跟，成为左后卫的主力替补，与老将于光轮流首发。在2005赛季的两次意外中受伤，渐渐失去主力位置，2008年短暂转会火车头队后加盟天津松江队，帮助球队在2010年升入中甲联赛。2014赛季开始前未能进入球队大名单。